# Оптички телеграф
Оптички телеграф је систем станица, обично кула, за пренос текстуалних информација путем визуелних сигнала (облик оптичке комуникације). Постоје два главна типа таквих система: семафорски телеграф који користи покретне показиваче и преноси информације према правцу у којем показивачи показују, и шатерски телеграф који користи панеле који се могу ротирати да блокирају или пропуштају светлост са неба иза њих како би пренели информације.
Најшире коришћени систем био је Шапов телеграф, који је изумео у Француској 1792. године Клод Шап. Био је популаран од краја осамнаестог до почетка деветнаестог века. Шап је користио термин télégraphe да опише механизам који је изумео – то је порекло енглеске речи "телеграф". Линије релејних кула са семафорским уређајем на врху грађене су у видокругу једна од друге, на растојањима од 5—20 mi (8—32 km). Оператери у свакој кули посматрали би суседну кулу кроз телескоп, и када би семафорске руке почеле да се крећу исписујући поруку, прослеђивали би поруку следећој кули. Овај систем је био много бржи од поштанских јахача за пренос порука на велике удаљености, а имао је и јефтиније дугорочне оперативне трошкове, након изградње. Пола века касније, семафорске линије замењене су електричним телеграфом, који је био јефтинији, бржи и приватнији. Удаљеност видљивости између релејних станица била је ограничена географијом и временским условима, и спречавала је оптички телеграф да прелази широке просторе воде, осим ако се погодно острво могло користити као релејна станица. Модерни дериват семафорског система је заставични семафор, сигнализација ручним заставицама.

## Етимологија и терминологија
Реч семафор сковао је 1801. године француски изумитељ саме семафорске линије, Клод Шап. Саставио ју је од грчких елемената σῆμα (sêma, "знак"); и од φορός (phorós, "ношење"), или φορά (phorá, "ношење") од φέρειν (phérein, "носити"). Шап је такође сковао реч тахиграф, што значи "брзи писац". Међутим, француска војска је више волела да Шапов семафорски систем назове телеграф, што значи "далеки писац", који је сковао француски државник Андре Франсоа Мио де Мелито.
Реч семафорски први пут је штампана на енглеском 1808: "Новоконструисани семафорски телеграфи (...) су разнесени", у вести у Naval Chronicle. Прва употреба речи семафор у вези са енглеском употребом била је 1816: "Побољшани семафор је постављен на врх Адмиралитета", што се односи на инсталацију једноставнијег телеграфа који је изумео Сер Хоум Попам. Семафорски телеграфи се такође називају "Шапови телеграфи" или "наполеонски семафор".

## Рани дизајни
Оптичка телеграфија датира из древних времена, у облику хидрауличних телеграфа, бакљи (које су користиле древне културе од открића ватре) и димних сигнала. Модерни дизајни семафора развили су се различитим путевима, често истовремено.
Можда најранији је био британски полимат Роберт Хук, који је дао живописан и свеобухватан преглед визуелне телеграфије Краљевском друштву у поднеску из 1684. године у којем је изнео многе практичне детаље. Систем (који је био мотивисан војним бригама, након Битке код Беча 1683. године) никада није стављен у праксу.
Један од првих експеримената оптичке сигнализације извео је англо-ирски земљопоседник и изумитељ, Сер Ричард Ловел Еџворт 1767. године. Он се кладио са својим пријатељем, коцкаром на коњским тркама лордом Марчом, да може пренети знање о исходу трке за само један сат. Користећи мрежу сигналних секција постављених на узвишењима, сигнал би се посматрао од једне станице до следеће помоћу телескопа. Сам сигнал састојао се од великог показивача који се могао поставити у осам могућих положаја у корацима од 45 степени. Низ од два таква сигнала давао је укупно 64 кодна елемента, а трећи сигнал повећавао је број на 512. Вратио се својој идеји 1795. године, након што је чуо за Шапов систем.
Док је Еџворт развијао свој дизајн, Вилијам Плејфер, шкотски политички економиста који је путовао по Европи 1794. године, потајно је добио дизајн и азбуку француског система од роајалисте у бегу. Плејфер, који је имао бројне везе са британским званичницима, обезбедио је модел система војводи од Јорка, команданту британских снага, тада стационираних у Фландрији, и, према Енциклопедији Британика, "отуда су азбука и план машине дошли у Енглеску."

## Распрострањеност

### Француска
Заслуге за први успешни оптички телеграф припадају француском инжењеру Клод Шапу и његовој браћи 1792. године, који су успели да покрију Француску мрежом од 556 станица које су се протезале укупном дужином од 4,800 km (2,983 mi). Le système Chappe коришћен је за војне и националне комуникације до 1850-их.

#### Развој у Француској
Током 1790–1795, на врхунцу Француске револуције, Француској је био потребан брз и поуздан систем војне комуникације да осујети ратне напоре својих непријатеља. Француску су окружиле снаге Британије, Холандије, Пруске, Аустрије и Шпаније, градови Марсеј и Лион били су у побуни, а британска флота држала је Тулон. Једина предност коју је Француска имала био је недостатак сарадње између савезничких снага због њихових неадекватних линија комуникације.
Средином 1790. године, браћа Шап су почела да осмишљавају систем комуникације који би централној влади омогућио да прима обавештајне податке и преноси наређења у најкраћем могућем року. Шап је размотрио многе могуће методе укључујући аудио и дим. Чак је размишљао и о коришћењу електрицитета, али није могао наћи изолацију за проводнике која би издржала високонапонске електростатичке изворе доступне у то време.
Шап се определио за оптички систем и прва јавна демонстрација одржана је 2. марта 1791. између Брилона и Парсеа, на удаљености од 16 km (9,9 mi). Систем се састојао од модификованог сата са клатном на сваком крају са бројчаницима означеним са десет бројева. Казаљке сатова су се готово сигурно кретале много брже од нормалног сата. Казаљке оба сата покретане су истовремено сигналом за синхронизацију. Даљи сигнали указивали су на време када треба очитати бројчаник. Послати бројеви су затим тражени у кодној књизи. У својим прелиминарним експериментима на краћој удаљености, Шапови су ударали у тигањ за синхронизацију. У демонстрацији су користили црне и беле панеле посматране телескопом. Поруку коју треба послати изабрали су градски званичници у Брилону и послао ју је Рене Шап Клоду Шапу у Парсеу који није имао претходно знање о поруци. Порука је гласила "si vous réussissez, vous serez bientôt couverts de gloire" (Ако успете, ускоро ћете бити обасути славом). Тек касније је Шап схватио да може да се одрекне сатова и да се сам систем синхронизације може користити за пренос порука.
Шапови су вршили експерименте током следеће две године, и у два наврата њихов апарат на Тргу Звезде, Париз уништиле су руље које су мислиле да комуницирају са ројалистичким снагама. Њиховој ствари је помогло то што је Ињас Шап изабран у Законодавну скупштину. У лето 1792. Клод је именован за Ingénieur-Télégraphiste и задужен за успостављање линије станица између Париза и Лила, удаљености од 230 километара (око 143 миље). Коришћен је за пренос депеша за рат између Француске и Аустрије. Године 1794, донео је вест о француском заузимању Конде на Шелди од Аустријанаца мање од сат времена након што се то догодило. Први симбол поруке за Лил прошао би кроз 15 станица за само девет минута. Брзина линије варирала је у зависности од времена, али линија до Лила типично је преносила 36 симбола, комплетну поруку, за око 32 минута. Још једна линија од 50 станица завршена је 1798. године, покривајући 488 км између Париза и Стразбура. Од 1803. године, Французи су такође користили 3-краки Депијон семафор на обалним локацијама да обезбеде упозорење о британским упадима.
Енглески војни инжењер Вилијам Конгрив приметио је да су у Бици код Вервика 1793. године француски команданти усмеравали своје снаге користећи једра истакнуте локалне ветрењаче као импровизовану сигналну станицу. Два од четири једра млина била су уклоњена да подсећају на руку новог телеграфа.

#### Техничко функционисање Шаповог система
Браћа Шап су експериментом утврдила да је лакше видети угао штапа него присуство или одсуство панела. Њихов семафор се састојао од две црне покретне дрвене руке, повезане попречном шипком; положаји сва три ова елемента заједно означавали су слово азбуке. Са противтежама (названим виљушке) на рукама, Шапов систем се контролисао само са две ручке и био је механички једноставан и разумно робустан. Свака од две руке дужине 2 метра могла је приказати седам положаја, а попречна шипка дужине 4,6 метара која је повезивала две руке могла је приказати четири различита угла, за укупно 196 симбола (7×7×4). Ноћни рад са лампама на рукама није био успешан. Да би убрзали пренос и обезбедили неку привидну сигурност, развијена је кодна књига за употребу са семафорским линијама. Шапова корпорација користила је код који је узимао 92 основна симбола по два да би добила 8.464 кодиране речи и фразе.
Ревидирани Шапов систем из 1795. године обезбедио је не само скуп кодова већ и оперативни протокол намењен максимизирању пропусности линије. Симболи су преношени у циклусима од "2 корака и 3 покрета".
- Корак 1, покрет 1 (припрема): Оператер би окренуо руке показивача да се поравнају са попречном шипком, формирајући не-симбол, а затим окренуо попречну шипку у положај за следећи симбол.
- Корак 1, покрет 2 (пренос): Оператер би поставио руке показивача за тренутни симбол и чекао да га станица низводно копира.
- Корак 2, покрет 3 (завршетак): Оператер би окренуо попречну шипку у вертикални или хоризонтални положај, указујући на крај циклуса.

На овај начин, сваки симбол могао се ширити низ линију онолико брзо колико су га оператери могли успешно копирати, са потврдом и контролом протока уграђеним у протокол. Симбол послат из Париза требало је 2 минута да стигне до Лила кроз 22 станице и 9 минута да стигне до Лиона кроз 50 станица. Брзина од 2-3 симбола у минути била је типична, при чему је већа цифра била склона грешкама. Ово одговара само 0,4-0,6 речи у минути, али са порукама ограниченим на оне садржане у кодној књизи, ово се могло драматично повећати. Додатна предност је да, ако се код чува у тајности, садржај пренесених порука може бити скривен и од посматрача и од оператера система, чак и ако су свесни да се порука преноси. Ово је остало важна карактеристика шифрованих комуникација чак и како се технологија за пренос података развијала.

#### Историја у Француској
После Шапове иницијалне линије (између Париза и Лила), убрзо је уследила линија Париз-Стразбур са 50 станица (1798). Наполеон Бонапарта у потпуности је користио телеграф добијајући брзе информације о непријатељским покретима. Године 1801. наредио је Абрахаму Шапу да изгради изузетно велику станицу за пренос преко Ламанша у припреми за инвазију на Британију. Пар таквих станица изграђен је на тест линији на упоредивој удаљености. Линија до Калеа продужена је до Булоња у очекивању и нова дизајн станица је накратко била у функцији у Булоњу, али до инвазије никада није дошло. Године 1812, Наполеон је преузео још један дизајн Абрахама Шапа за мобилни телеграф који би могао да понесе са собом у кампању. Ово је још увек било у употреби 1853. године током Кримског рата.
Изум телеграфа пратило је одушевљење у вези са његовим потенцијалом да подржи директну демократију. На пример, на основу аргумента Русоа да је директна демократија мало вероватна у великим изборним јединицама, француски интелектуалац Александар-Теофил Вандермонд је коментарисао:
Нешто је речено о телеграфу што ми се чини савршено исправним и даје праву меру његове важности. Такав изум би могао бити довољан да учини демократију могућом у њеном најширем обиму. Многи угледни људи, међу њима Жан-Жак Русо, мислили су да је демократија немогућа у великим изборним јединицама.… Изум телеграфа је новина коју Русо није очекивао да ће се догодити. Он омогућава комуникацију на даљину истом брзином и јасноћом као и разговор у дневној соби. Ово решење може само по себи одговорити на приговоре великим [директним] демократским републикама. То се чак може учинити и у одсуству представничких устава.
Оперативни трошкови телеграфа у години 1799/1800. износили су 434.000 франака ($1,2 милиона у 2015. у трошковима сребра). У децембру 1800, Наполеон је смањио буџет телеграфског система за 150.000 франака ($400.000 у 2015) што је довело до привременог затварања линије Париз-Лион. Шап је тражио комерцијалне употребе система да надокнади дефицит, укључујући употребу у индустрији, финансијском сектору и новинама. Само један предлог је одмах одобрен-пренос резултата државне лутрије. Ниједна не-владина употреба није одобрена. Лутрија је годинама била злоупотребљавана од стране преваранта који су знали резултате, продајући тикете у провинцијским градовима након објаве у Паризу, али пре него што је вест стигла до тих градова.
Године 1819. Норич Даф, млади британски морнарички официр, посетио је Клермон ан Аргон, попео се до телеграфске станице и ступио у разговор са сигналистом. Ево његове белешке о информацијама које је добио од човека: "Плата је двадесет пет суа дневно и он [сигналиста] је обавезан да буде тамо од свитања до мрака, тренутно од пола четири до пола девет; има их само двојица и за сваки минут који сигнал остане без одговора плаћају пет суа: ово је део гране која комуницира са Стразбуром и порука стиже тамо из Париза за шест минута, овде је за четири."
Мрежа је била резервисана за владину употребу, али рани случај превара на мрежи догодио се 1834. године када су два банкара, Франсоа и Жозеф Блан, подмитили оператере на станици близу Тура на линији између Париза и Бордоа да пренесу информације о париској берзи саучеснику у Бордоу. Требало је три дана да информација пређе удаљеност од 300 миља, дајући преварантима довољно времена да играју на тржишту. Саучесник у Паризу би знао да ли тржиште иде горе или доле данима пре него што би информација стигла у Бордо преко новина, након чега би Бордо сигурно следио. Порука се није могла директно убацити у телеграф јер би била откривена. Уместо тога, унапред договорене намерне грешке уведене су у постојеће поруке које су биле видљиве посматрачу у Бордоу. Тур је изабран јер је то била дивизијска станица где је инспектор који је био упућен у тајни код који се користио и непознат обичним оператерима, чистио поруке од грешака. Шема не би функционисала ако би грешке биле убачене пре Тура. Оператерима је речено да ли тржиште иде горе или доле по боји пакета (било бели или сиви папирни омот) послатих поштанском кочијом, или, према другој анегдоти, ако би жена оператера у Туру примила пакет чарапа (доле) или рукавица (горе), избегавајући тако да било какав доказ о недозвољеном делу буде стављен у писану форму. Шема је функционисала две године док није откривена 1836.
Француски оптички систем остао је у употреби много година након што су друге земље прешле на електрични телеграф. Делимично, то је било због инерције; Француска је имала најопсежнији оптички систем и стога га је било најтеже заменити. Али постојали су и аргументи за супериорност оптичког система. Један од њих је био да оптички систем није тако рањив на саботере као електрични систем са много миља нечуваних жица. Самјуел Морзе није успео да прода електрични телеграф француској влади. На крају су предности електричног телеграфа у погледу побољшане приватности, рада у свим временским условима и ноћу превагнуле. Одлука је донета 1846. године да се оптички телеграф замени Фој–Брегет електричним телеграфом након успешног тестирања на линији Руан. Овај систем имао је дисплеј који је имитирао изглед Шапових телеграфских показивача да би био познат телеграфским оператерима. Жил Гијо издао је озбиљно упозорење о последицама онога што је сматрао озбиљном грешком. Требало је скоро деценију пре него што је оптички телеграф потпуно повучен из употребе. Једна од последњих порука послатих преко француског семафора била је извештај о паду Севастопоља 1855. године.

### Шведска
Шведска је била друга земља на свету, после Француске, која је увела оптичку телеграфску мрежу. Њена мрежа постала је друга најопсежнија после Француске. Централна станица мреже била је у Цркви Катарина у Стокхолму. Систем је био бржи од француског система, делимично због шведске контролне табле и делимично због лакоће транскрипције окталног кода (француски систем је бележен као пиктограм). Систем је коришћен првенствено за извештавање о доласку бродова, али је био користан и у ратно време за посматрање непријатељских покрета и напада.
Последња стационарна семафорска веза у редовној служби била је у Шведској, повезујући острво са копненом телеграфском линијом. Престала је са радом 1880. године.

#### Развој у Шведској
Инспирисан вестима о Шаповом телеграфу, шведски изумитељ Абрахам Никлас Еделкранц експериментисао је са оптичким телеграфом у Шведској. Конструисао је експерименталну линију са три станице 1794. године која је ишла од краљевског замка у Стокхолму, преко Транеберга, до дворца Дротнингхолм, на удаљености од 12 km (7,5 mi). Прва демонстрација била је 1. новембра, када је Еделкранц послао песму посвећену краљу, Густаву IV Адолфу, за његов четрнаести рођендан. Дана 7. новембра краљ је увео Еделкранца у свој Савет саветника с намером да изгради телеграф широм Шведске, Данске и Финске.

#### Техничко функционисање Еделкранцовог система
Након неких почетних експеримената са Шаповим стилом руку показивача, Еделкранц се определио за дизајн са десет гвоздених заклопки. Девет од њих представљало је 3-цифрени октални број, а десета, када је затворена, значила је да коду треба претходити "А". Ово је давало 1.024 кодне тачке које су декодиране у слова, речи или фразе преко кодне књиге. Телеграф је имао софистицирану контролну таблу која је омогућавала припрему следећег симбола док се чекало да претходни симбол буде поновљен на следећој станици низ линију. Контролна табла била је повезана канапима са заклопкама. Када је био спреман за пренос, све заклопке су постављене истовремено притиском на педалу.
Заклопке су биле обојене мат црно да би се избегла рефлексија сунчеве светлости, а оквир и руке које су подржавале заклопке били су обојени бело или црвено ради бољег контраста. Око 1809. Еделкранц је увео ажурирани дизајн. Оквир око заклопки је уклоњен остављајући једноставнију, видљивију структуру само руку са панелима показивача на њиховим крајевима. "А" заклопка је смањена на исту величину као и друге заклопке и померена на једну страну да би указала која страна је најзначајнија цифра (да ли се кодна тачка чита слева надесно или здесна налево разликује се за две суседне станице у зависности од тога на којој су страни). Ово је раније било означено стационарним показивачем фиксираним на страни оквира, али без оквира ово више није било могуће.
Удаљеност на коју је станица могла да преноси зависила је од величине заклопки и снаге телескопа који се користио за њихово посматрање. Најмањи објекат видљив људском оку је онај који заузима угао од 40 секунди лука, али Еделкранц је користио цифру од 4 минута лука да би узео у обзир атмосферске поремећаје и несавршености телескопа. На тој основи, и са телескопом од 32×, Еделкранц је специфицирао величине заклопки у распону од 9 инча (22 cm) за удаљеност од пола шведске миље (5,3 km) до 54 инча (134 cm) за 3 шведске миље (32 km). Ове цифре биле су за оригинални дизајн са квадратним заклопкама. Отворени дизајн из 1809. имао је дуге правоугаоне заклопке за које је Еделкранц мислио да су видљивије. Удаљености много веће од ових захтевале би непрактично високе куле да би се превазишла закривљеност Земље, као и велике заклопке. Еделкранц је држао удаљеност између станица испод 2 шведске миље (21 km) осим тамо где су велике водене површине то чиниле неизбежним.
Шведски телеграф могао се користити ноћу са лампама. На мањим станицама лампе су постављане иза заклопки тако да су постајале видљиве када би се заклопка отворила. За веће станице, ово је било непрактично. Уместо тога, испод дневних заклопки инсталирана је посебна лимена кутија са стакленим прозорима. Лампе унутар лимене кутије могле су се открити повлачењем канапа на исти начин на који су се дневне заклопке отварале. Прозори на обе стране кутије омогућавали су да лампе виде и узводне и низводне суседне станице. Кодне тачке коришћене ноћу биле су комплементи кодних тачака коришћених током дана. Ово је учинило да образац лампи у отвореним заклопкама ноћу буде исти као образац затворених заклопки дању.

#### Прва мрежа: 1795–1809
Прва оперативна линија, Стокхолм до Ваксхолма, пуштена је у рад у јануару 1795. До 1797. постојале су и линије од Стокхолма до Фредриксборга, и Грислехамна преко Сигнилшера до Екереа на Оланду. Кратка линија близу Гетеборга до Марстранда на западној обали инсталирана је 1799. Током Рата друге коалиције, Британија је покушала да наметне блокаду против Француске. Забринута због ефекта на сопствену трговину, Шведска се придружила Другој лиги оружане неутралности 1800. године. Очекивало се да ће Британија одговорити нападом на једну од нордијских земаља у лиги. Да би помогао у одбрани од таквог напада, краљ је наредио телеграфску везу која спаја системе Шведске и Данске. Ово је била прва међународна телеграфска веза на свету. Еделкранц је направио ову везу између Хелсингборга у Шведској и Хелсингера у Данској, преко Ересунда, уског мореуза који раздваја две земље. Нова линија дуж обале од Кулаберга до Малмеа, укључујући везу Хелсингборг, планирана је као подршка и за обезбеђивање сигналних тачака шведској флоти. Нелсонов напад на данску флоту у Копенхагену 1801. године пријављен је преко ове везе, али након што Шведска није успела да помогне Данској, није више коришћена и само је једна станица на линији подршке икада изграђена.
Године 1808. створена је Краљевска телеграфска институција и Еделкранц је постављен за директора. Телеграфска институција стављена је под надлежност војске, првобитно као део Краљевског инжењерског корпуса. Уведен је нови код који је заменио кодну књигу из 1796. са 5.120 могућих кодних тачака са многим новим порукама. Нови кодови укључивали су казне за неодговорне оператере. Ово је укључивало наређење оператеру да стане на једну од телеграфских руку (код 001-721), и поруку којом се од суседне станице тражи да потврди да могу да га виде како то ради (код 001-723). До 1809. године, мрежа је имала 50 станица преко 200 km линије запошљавајући 172 особе. За поређење, француски систем је 1823. имао 650 km линије и запошљавао више од три хиљаде људи.
Године 1808, избио је Фински рат када је Русија заузела Финску, тада део Шведске. Оланд је напала Русија и телеграфске станице су уништене. Руси су протерани у побуни, али су напали поново 1809. Станица у Сигнилшеру нашла се иза непријатељских линија, али је наставила да сигнализира положај руских трупа Швеђанима у повлачењу. Након што је Шведска уступила Финску у Споразуму из Фредриксхамна, телеграфске станице на источној обали сматране су сувишним и стављене у складиште. Године 1810, планови за линију дуж јужне обале су оживљени, али су отказани 1811. због финансијских разлога. Такође 1811, предложена је нова линија од Стокхолма преко Архолма до светионика Седерарм, али такође никада није реализована. Неко време, телеграфска мрежа у Шведској била је готово непостојећа, са само четири запослена телеграфиста до 1810.

#### Обнављање мреже
Место Телеграфског инспектора створено је још 1811. године, али телеграф у Шведској остао је неактиван до 1827. када су изнети нови предлози. Године 1834, Телеграфска институција пребачена је у Топографски корпус. Шеф Корпуса, Карл Фредрик Акрел, спровео је поређења шведског шатерског телеграфа са новијим системима из других земаља. Од посебног интереса био је семафорски систем Чарлс Паслија у Енглеској који је био на пробном раду у Карлскрони. Тестови су изведени између Карлскроне и Дротнингскера, и, 1835. године, ноћни тестови између Стокхолма и Фредриксборга. Акрел је закључио да је шатерски телеграф бржи и лакши за коришћење, и поново је усвојен за фиксне станице. Међутим, Паслијев семафор је био јефтинији и лакши за конструкцију, па је усвојен за мобилне станице. До 1836. шведска телеграфска мрежа била је потпуно обновљена.
Мрежа је наставила да се шири. Године 1837, линија до Ваксхолма продужена је до Фурусунда. Године 1838. линија Стокхолм-Даларе-Сандхамн продужена је до Ландсорта. Последње проширење дошло је 1854. године када је линија Фурусунд продужена до Архолма и Седерарма. Конверзија на електричну телеграфију била је спорија и тежа него у другим земљама. Многи потези отвореног океана које је требало прећи на шведским архипелазима били су велика препрека. Акрел је такође изразио сличне забринутости као и у Француској у вези са потенцијалном саботажом и вандализмом електричних линија. Акрел је први предложио експерименталну електричну телеграфску линију 1852. Много година мрежа се састојала од мешавине оптичких и електричних линија. Последње оптичке станице нису повучене из употребе све до 1881. године, последње у функцији у Европи. На неким местима, хелиограф је заменио оптички телеграф уместо електричног телеграфа.

## Уједињено Краљевство
У Ирској, Ричард Ловел Еџворт се вратио свом ранијем раду 1794. године и предложио телеграф тамо да упозори на очекивану француску инвазију; међутим, предлог није спроведен. Лорд Џорџ Мареј, подстакнут извештајима о Шаповом семафору, предложио је систем визуелне телеграфије Британском адмиралитету 1795. године. Користио је правоугаоне оквирне куле са шест петостопних осмоугаоних заклопки на хоризонталним осама које су се окретале између хоризонталног и вертикалног положаја за сигнализацију. Велечасни г. Гамбл такође је предложио два различита система са пет елемената 1795. године: један који је користио пет заклопки, а други који је користио пет десетостопних стубова. Британски адмиралитет прихватио је Марејев систем у септембру 1795. године, а први систем био је ланац од 15 локација од Лондона до Дила. Поруке су пролазиле од Лондона до Дила за око шездесет секунди, а до 1808. године било је у употреби шездесет пет локација.
Ланци Марејевих шатерских телеграфских станица изграђени су дуж следећих рута: Лондон–Дил и Ширнес, Лондон–Грејт Јармут, и Лондон–Портсмут и Плимут. Линија до Плимута није завршена до 4. јула 1806. године, па се није могла користити за пренос вести о Трафалгару. Шатерске станице биле су привремене дрвене колибе, а по завршетку Наполеонових ратова више нису биле потребне, и Адмиралитет их је затворио у марту 1816. године.
Након Битке код Трафалгара, вест је пренета у Лондон фрегатом до Фалмута, одакле је капетан однео депеше у Лондон кочијом дуж онога што је постало познато као Трафалгарски пут; путовање је трајало 38 сати. Ово кашњење подстакло је Адмиралитет да истражи даље.
Тражен је заменски телеграфски систем, и од многих идеја и уређаја који су предложени, Адмиралитет је изабрао једноставнији семафорски систем који је изумео Сер Хоум Попам. Попамов семафор био је један фиксни вертикални стуб од 30 стопа, са две покретне руке од 8 стопа причвршћене за стуб хоризонталним осовинама на њиховим крајевима, једна рука на врху стуба, а друга рука на средини стуба. Утврђено је да су сигнали Попамовог семафора много видљивији од оних Марејевог шатерског телеграфа. Попамов семафор са 2 руке моделиран је по узору на Депијонов француски семафор са 3 руке. Експериментална семафорска линија између Адмиралитета и Четама инсталирана је у јулу 1816. године, а њен успех помогао је да се потврди избор.
Након тога, Адмиралитет је одлучио да успостави сталну везу са Портсмутом и изградио ланац семафорских станица. Рад је започео у децембру 1820. године са Попамовом опремом замењеном другим системом са две руке који је изумео Чарлс Пасли. Свака од руку Паслијевог система могла је заузети један од осам положаја и тако је имала више кодних тачака од Попамовог. У добрим условима поруке су слате из Лондона у Портсмут за мање од осам минута. Линија је била оперативна од 1822. до 1847. године, када су железница и електрични телеграф обезбедили боље средство комуникације. Семафорска линија није користила исте локације као шатерски ланац, али је пратила готово исту руту са 15 станица: Адмиралитет (Лондон), Челси Ројал Хоспитал, Патни Хит, Кум Ворен, Куперс Хил, Четли Хит, Пјули Хил, Баникл Хил, Хејст Хил (Хејзлмир), Холдер Хил, (Мидхерст), Бикон Хил, Комптон Даун, Камп Даун, Лампс Форт (Саутси), и Портсмутско бродоградилиште. Семафорску кулу на Четли Хиту, која је заменила станицу Нетли Хит шатерског телеграфа, тренутно обнавља Ландмарк Траст као смештај за самостални одмор. Биће јавног приступа одређеним данима када обнова буде завршена.
Управни одбор Луке Ливерпул добио је локални закон Парламента, Закон о унапређењу Ливерпула 1825 (6 Гео. 4. ц. цлxxxвии), за изградњу ланца Попамових оптичких семафорских станица од Ливерпула до Холихеда 1825. године. Систем је дизајнирао и делимично поседовао Барнард Л. Вотсон, резервни морнарички официр, и пуштен је у рад 1827. године. Линија је вероватно једини пример оптичког телеграфа изграђеног у потпуности за комерцијалне сврхе. Коришћен је тако да су посматрачи у Холихеду могли да пријаве долазеће бродове Луци Ливерпул и да трговање теретом који се превозио могло почети пре него што брод пристане. Линија је одржавана у функцији до 1860. године када су је железничка линија и повезани електрични телеграф учинили сувишном.‍:181–183 Многе узвишице на којима су куле изграђене ('телеграфска брда') познате су као Телеграфско брдо и дан данас.

### Британска империја

#### Ирска
У Ирској, Р.Л. Еџворт је развио оптички телеграф заснован на троугластом показивачу, висине до 16 стопа. Након неколико година промовисања свог система, добио је одобрење адмиралитета и ангажовао се у његовој изградњи током 1803–1804. године. Завршени систем протезао се од Даблина до Голвеја и требало је да служи као систем за брзо упозорење у случају француске инвазије на западну обалу Ирске. Упркос успеху у раду, смањена претња од француске инвазије довела је до укидања система 1804. године.

#### Канада
У Канади, принц Едвард, војвода од Кента успоставио је прву семафорску линију у Северној Америци. У функцији од 1800. године, протезала се између града Халифакса и града Анаполиса у Новој Шкотској, и преко Залива Фанди до Сент Џона и Фредериктона у Њу Брансвику. Поред пружања информација о приближавању бродова, војвода је користио систем за пренос војних наређења, посебно оних која су се односила на дисциплину трупа. Војвода је замислио да линија досегне чак до британског гарнизона у Квебеку, али су многа брда и обална магла значили да куле морају бити постављене релативно близу једна другој да би се обезбедила видљивост. Радна снага потребна за изградњу и стално одржавање толико станица оптеретила је већ истањену британску војску и постоји сумња да је линија Њу Брансвика икада била у функцији. Са изузетком кула око луке Халифакс, систем је напуштен убрзо након војводиног одласка у августу 1800. године.

#### Малта
Британске војне власти почеле су да разматрају инсталирање семафорске линије на Малти почетком 1840-их. У почетку је планирано да се семафорске станице успоставе на звоницима и куполама острвских цркава, али су верске власти одбиле предлог. Због тога су 1848. године изграђене нове семафорске куле у Гаргуру и Гаксаку на главном острву, а још једна је изграђена у Та' Кенуни на Гозу. Додатне станице успостављене су у Гувернеровој палати, Селмун палати и Ђордан светионику. Сваком станицом управљали су Краљевски инжењери.

### Индија
У Индији, семафорске куле уведене су 1810. године. Низ кула изграђен је између Форт Вилијама, Колката до Чунар тврђаве близу Варанасија. Куле у равницама биле су високе 75-85 стопа а оне у брдима биле су високе 40-50 стопа, и грађене су на интервалу од око 13 km (8,1 mi).
Главна оперативна станица у Калкути налазила се у Форт Вилијаму, где је 1824. године изграђена кула висине 100 стопа за потребе семафорске сигнализације. Према књизи Антона А. Хурдемана "Светска историја телекомуникација", дуж линије Калкута-Чунар изграђено је чак 45 семафорских кула. Кажу да је овај систем радио толико ефикасно да би, по ведром дану, поруке између Форт Вилијама и Чунара прелазиле за само 50 минута.
Након ограничене употребе и растућих трошкова, линија Калкута-Чунар је напуштена као неуспешан пројекат 1828. године. Касније, 1881. године, на кули у Форт Вилијаму инсталирана је велика лопта која је служила као временски показивач за бродове, подизана у 12:55 и спуштана у 13:00 сваког дана.

#### Ван Дименова Земља
У јужној Ван Дименовој Земљи (Тасманија) сигнални систем за најаву доласка бродова предложио је гувернер-шеф Лаклан Макуари када је обавио своју прву посету 1811. године Првобитно једноставан систем застава 1818. године између Мт. Нелсона и Хобарта, развио се у систем са две ротирајуће руке до 1829. године, систем је био прилично примитиван и рукама је било тешко управљати. Године 1833. Чарлс О'Хара Бут преузео је команду над казненом колонијом Порт Артур, као "ентузијаста у уметности сигнализације" видео је вредност боље комуникације са седиштем у Хобарту. Током његове команде семафорски систем је проширен да укључи 19 станица на различитим планинама и острвима између Порт Артура и Хобарта. До 1837. године коришћена су три семафора са једном ротирајућом руком. Након тога, мрежа је надограђена да користи сигналне стубове са шест руку - пар горе, у средини и доле. Ово је омогућило семафору да шаље 999 сигналних кодова. Капетан Џорџ Кинг из Лучке канцеларије и Бут заједно су допринели кодној књизи за систем.
Кинг је саставио кодове везане за бродарство, а Бут је додао владине, војне и казнене станичне ствари. Године 1877. Порт Артур је затворен и семафор је радио само за бродске сигнале, а коначно је замењен једноставним јарболом за заставе након увођења телефона 1880. године.

На северу државе постојала је потреба за извештавањем о доласцима бродова када би ушли у ушће Тамара, око 55 километара од главне луке у то време у Лонсестону. Семафорски систем долине Тамар заснован је на дизајну Питера Арчера Малгрејва. Овај дизајн користио је две руке, једну са попречним делом на крају. Руке су ротиране конопцима, а касније ланцима. Положаји руке са пречком означавали су бројеве 1 до 6 у смеру казаљке на сату од доњег левог угла, а рука без пречке 7,8,9, СТОП и ПОНОВИ.
 Порука је послата слањем бројева секвенцијално да би се направио код. Као и код других система, код је декодиран преко кодне књиге. Дана 1. октобра 1835. године објављено је у Лонсестон Адвертајзеру - "...да су сигналне станице сада комплетне од Лонсестона до Џорџ Тауна, и комуникација се може остварити, као и примити, од Виндмил Хила до Џорџ Тауна, за врло кратко време, по ведром дану". Систем је обухватао шест станица - Лучка канцеларија Лонсестон, Виндмил Хил, Мт. Дирекшн, Мт.Џорџ, Лучка канцеларија Џорџ Таун, светионик Лоу Хед. Семафорски телеграф долине Тамар радио је двадесет две и по године затварајући се 31. марта 1858. године након увођења електричног телеграфа.
Деведесетих година 20. века формиран је Комитет сигналне станице долине Тамар да обнови систем. Радови су извођени неколико година и семафорски телеграф је проглашен поново комплетним у недељу 30. септембра 2001. године.